# Gérard de Corbie
Gérard de Corbie nommé parfois Gérald ou Géraud de La Sauve-Majeure, né à Corbie vers 1025 – mort à l'abbaye de La Sauve-Majeure en 1095 fut un abbé bénédictin, fondateur de l'abbaye de la Sauve-Majeure, en Aquitaine. Il fut canonisé en 1197.

## Biographie

### Moine de l'abbaye de Corbie
Gérard fut confié par ses parents à l'abbaye de Corbie avant 1048 sous l'abbatiat de l'abbé Richard, il devint moine et cellérier de l'abbaye. Gérard souffrait d'importants de maux de tête et de troubles optiques que les médecins ne parvenaient pas à guérir.
Il accompagna l'abbé de Corbie Foulques à Rome où ils furent tous deux ordonnés prêtres par le pape Léon IX. De là il se rendit en pèlerinage sur le monte Gargano puis sur le monte Cassino pour solliciter l'intercession de saint Michel et de saint Benoît. Après une crise mentale, il fut guéri de ses maladies et attribua sa guérison à saint Adalhard, abbé de Corbie au IXe siècle.
Il partit ensuite pour Jérusalem et ne rentra à Corbie qu'en 1074.

### Abbé de Saint-Vincent de Laon
C'est après son retour de Palestine qu'il fut élu successivement abbé de abbaye Saint-Vincent de Laon mais les moines n'acceptèrent ni son autorité ni l'imposition d'une discipline stricte et Gérard renonça à sa charge. Saint Arnoul puis proposa la charge d'abbé de l'abbaye Saint-Médard de Soissons mais en butte à l'hostilité de la reine Berthe de Hollande épouse du roi Philippe Ier, il dut y renoncer.

### Fondateur de l'abbaye de La Sauve Majeure
Il envisagea alors de fonder lui-même une abbaye bénédictine. Il partit en Aquitaine, en 1077, où il reçut l'appui du duc Guillaume. Guillaume VIII de Poitiers lui octroya une immense étendue de forêt près de Bordeaux. Gérard y fonda l'abbaye de la Grande-Sauve dont il fut le premier abbé. Il développa au sein d'une puissante communauté des avancées significatives tant dans la règle de Saint-Benoît que dans le mode de vie monacal, sous l'influence notable de Cluny. Il initia la pratique de la célébration de l'Office des Morts durant trente jours après le décès d'un membre de la communauté. L'une de ses recommandations constantes à ses moines est de fuir toute discussion. 
À la fin de sa vie, entre 1080 et 1095, il rédigea l'ouvrage Vita et Miracula de santi Adalhardi. Il mourut à l'abbaye de la Grande-Sauve en 1095.

## Postérité

### Canonisation
Il fut canonisé par le pape Célestin III en 1197. 

### Pierre tombale
Son gisant, exécuté dans la pierre au XIIIe siècle et classé monument historique par un arrêté du 26 septembre 1903, est exposé dans l'église Saint-Pierre de La Sauve. 
Une statue de la même époque représentant le saint et classée par un arrêté du 21 juillet 1975 se trouve dans l'abbaye de La Sauve-Majeure.